# Премія Голдсміта з розслідувальної журналістики
Премія Голдсміта з розслідувальної журналістики є нагородою для журналістів, яку присуджує Центр Шоренштейна Гарвардського університету. Премія заснована в 1991 році і фінансується щорічним грантом Фонду Грінфілда. Наразі нагорода переможцям складає 25 тисяч доларів.   

## Призери
- 2019 - Девід Макшейн та Ендрю Чавес з The Dallas Morning News, "Біль і прибуток" [1]
- 2018 - Ніна Мартін з ProPublica і Рене Монтань з NPR, "Lost Mothers"
- 2017 - Шейн Бауер Мати Джонс, «Мої чотири місяці як приватна в'язниця» [2]
- 2016 - Марджі Мейсон, Робін Макдауелл, Марта Мендоза та Естер Хтусан з Associated Press, «Морепродукти від рабів» [3]
- 2015 - Керол Марбін Міллер, Аудра Берч, Мері Еллен Клас, Емілі Міхот, Кара Дапена і Лазаро Гаміо з Маямі Геральда, "Невинні втрачені" [3]
- 2014 - Кріс Хамбі, Ронні Грін, Джим Морріс і Кріс Зубак-Скіс Центру громадської чесності; і Метью Моск, Браян Росс і Ронда Шварц з ABC News, "Breathless and Burdened: Dying from Black Lung, Buried by Law and Medicine" [4]
- 2013 - Патрісія Каллахан, Сем Ро і Майкл Хоторн з Chicago Tribune, "Граючи з вогнем" [5]
- 2012 - Метт Апуццо, Адам Голдман, Ейлін Салліван і Кріс Хоулі з Associated Press, "Відділ розвідки NYPD" [6]
- 2011 - Маршалл Аллен, і Алекс Річардс з Лас-Вегаса Сонця, "Не шкодити: лікарня в Лас-Вегасі"
- 2010 - Ракель Ратледж з "Мілвокі Журнал",  "Отримання грошей за дітей" [7]
- 2009 - Деббі Кенсіпер та Сара Коен з Washington Post, розслідування "Вимушене" [8]
- 2008 - Бартон Гелман і Джо Беккер з Washington Post, розслідування " Angler: The Cheney Vice Presidentership " [9]
- 2007 - Чарльз Форел, Джеймс Бендлер і Марк Маремонт з Wall Street Journal звіт про "неетичні маніпуляції" і  мільйони топ-менеджерів
- 2006 - Джеймс Ризен [10] та Ерік Ліхтблау з New York Times, розслідування "Внутрішнє шпигунство"
- 2005 - Діана Б. Енрікес, бізнес-репортер New York Times,  розслідування "Клієнт в'язнів"
- 2004 - Нью-Йорк Таймс і Фронтлайн, "Небезпечний бізнес: коли працівники помирають". (отримав Девід Барстоу, Лоуелл Бергман, Девід Руммель)
- 2003 - Бостонський глобус, розслідування " Криза в католицькій церкві " [11]
- 2002 - Дафф Вілсон і Девід Хіт з Seattle Times
- 2001 - Карен Діллон із зірки Канзас-Сіті, розслідування "Щоб захистити"
- 2000 - Дональд Барлетт і Джеймс Стіл [12] [13] , Time, розслідування "Скільки коштує корпоративний добробут" [14]
- 1999 - Команда репортерів, The Miami Herald, "Брудні голоси: хто стане мером Маямі"
- 1998 - Дафф Уілсон, з The Seattle Times, "Страх у полях - як небезпечні відходи стають добривом"
- 1998 - Майкл Даффі, Майкл Вайсскопф і Вівека Новак журналу Time, "Зловживання законами про фінансування кампанії"
- 1997 - Гленн Бантінг, Річ Коннелл, Меггі Фарлі, Сара Фріц, Евелін Ірітані, Конні Кан, Джим Манн, Алан Міллер і Роне Темпест, Лос-Анджелес Таймс, "Незаконні внески в  кампанію демократичної партії"
- 1996 - Рассел Каролло, Керол Ернандес, Джефф Несміт і Шеріл Рід з Дейтонських щоденних новин, "Військові секрети" і "Ув'язнені на заробітну плату"
- 1995 - Лізетт Альварес, і Ліза Геттер з "Маямі Геральд", "Загублена в Америці: наша невдала імміграційна політика"
- 1994 - Ніл Боровський та Гілберт Галль, з The Philadelphia Inquirer , розслідування "Склади багатства: економіка без оподаткування" [15]
- 1993 - Дуглас Франц і Мюррей Ваас [16] [17] з Лос-Анджелес Таймс, розслідування про довоєнну політику в Перській затоці. [18] [19]